# Gerda Hasselfeldt

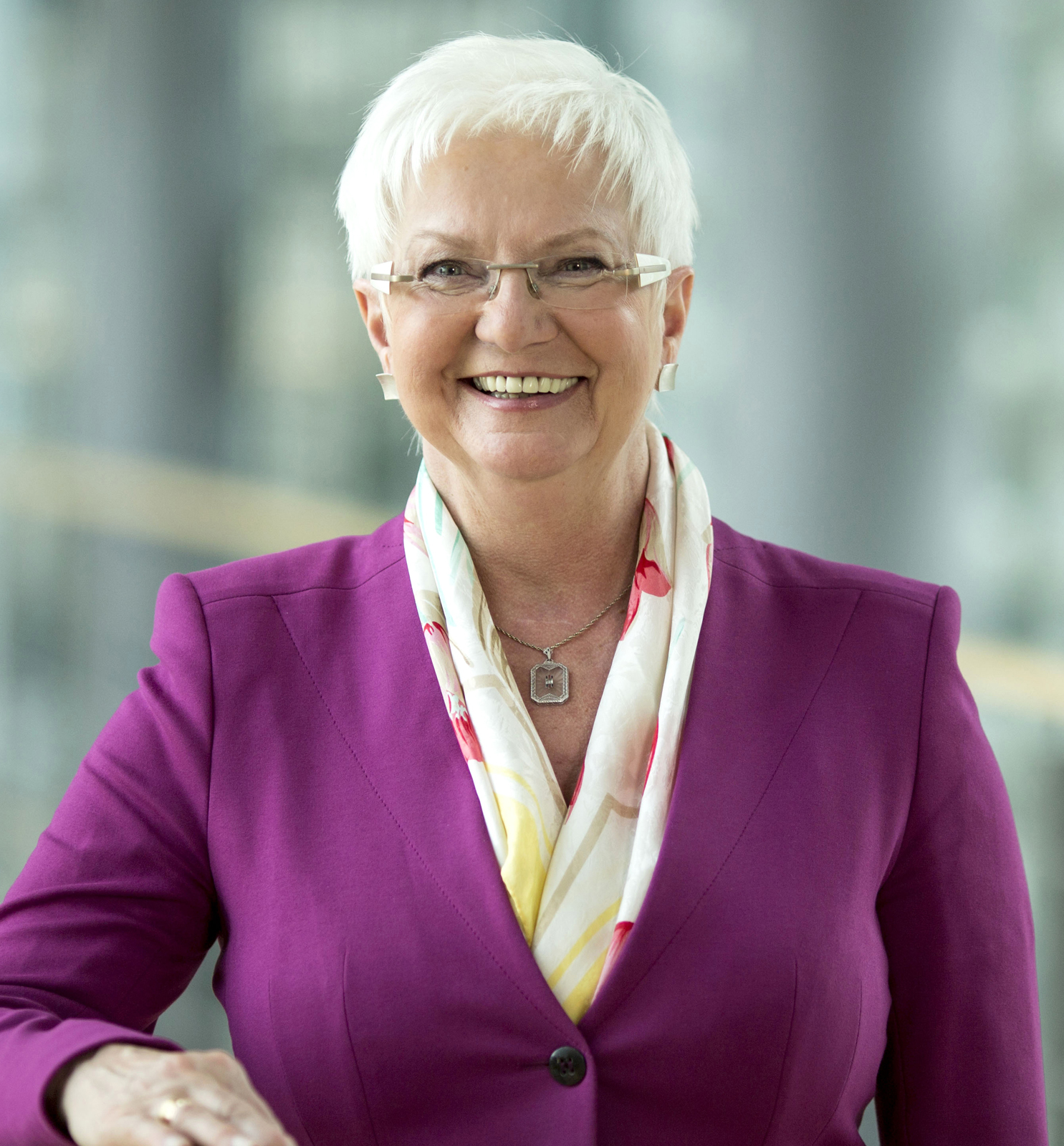
Gerda Hasselfeldt (2013)

Gerda Hasselfeldt (geborene Rainer, * 7. Juli 1950 in Straubing) ist eine deutsche Politikerin (CSU).
Sie war in den Jahren 1989 bis 1991 Bundesministerin für Raumordnung, Bauwesen und Städtebau und von 1991 bis 1992 Bundesministerin für Gesundheit. Von 2005 bis 2011 war sie Vizepräsidentin des Deutschen Bundestages, von März 2011 bis September 2017 Vorsitzende der CSU-Landesgruppe. Am 1. Dezember 2017 wurde sie durch die DRK-Bundesversammlung zur Präsidentin des Deutschen Roten Kreuzes gewählt. Seit 2024 ist sie zusätzlich Vorsitzende des ZDF-Fernsehrates.

## Leben und Beruf
Gerda Hasselfeldt wuchs in Haibach im Bayerischen Wald (Niederbayern) auf einem Bauernhof mit Metzgerei und Gasthaus gemeinsam mit ihren fünf Geschwistern auf. Ihr Vater Alois Rainer (1921–2002) war Bürgermeister. Später gehörte er dem Landtag und von 1965 bis 1983 dem Deutschen Bundestag an.
Nach dem Abitur im Jahr 1969 absolvierte Hasselfeldt ein Studium der Volkswirtschaftslehre an der Ludwig-Maximilians-Universität München und der Universität Regensburg, das sie 1975 als Diplom-Volkswirtin abschloss. Sie war dann bis 1987 Mitarbeiterin bei der Bundesanstalt für Arbeit, zuletzt ab 1985 als Leiterin der Abteilung Berufsberatung im Arbeitsamt Deggendorf.
Hasselfeldt ist katholisch, war von 2004 bis 2019 in zweiter Ehe mit dem ehemaligen Bundestagsabgeordneten Wolfgang Zeitlmann verheiratet und ist Mutter von zwei Kindern. Der Politiker Alois Rainer, der im Mai 2025 zum Bundeslandwirtschaftsminister ernannt wurde, ist ihr jüngerer Bruder.

## Partei
Mit 18 Jahren begann Hasselfeldt ihre politische Laufbahn als Ortsvorsitzende der Jungen Union in ihrem Heimatort. Sie trat 1969 in die CSU ein und gehörte ab 1989 dem CSU-Landesvorstand an. Von 1995 bis 2005 war sie Vorsitzende des CSU-Kreisverbandes Fürstenfeldbruck und von 1991 bis 1995 Landesvorsitzende der Frauen-Union. Im August 2005 wurde sie in das Kompetenzteam der CDU/CSU für die vorgezogene Bundestagswahl 2005 für die Bereiche Landwirtschaft, Verbraucherschutz und Umwelt berufen.
Am 18. Juli 2009 wurde Hasselfeldt in den Vorstand der CSU gewählt.

## Abgeordnete

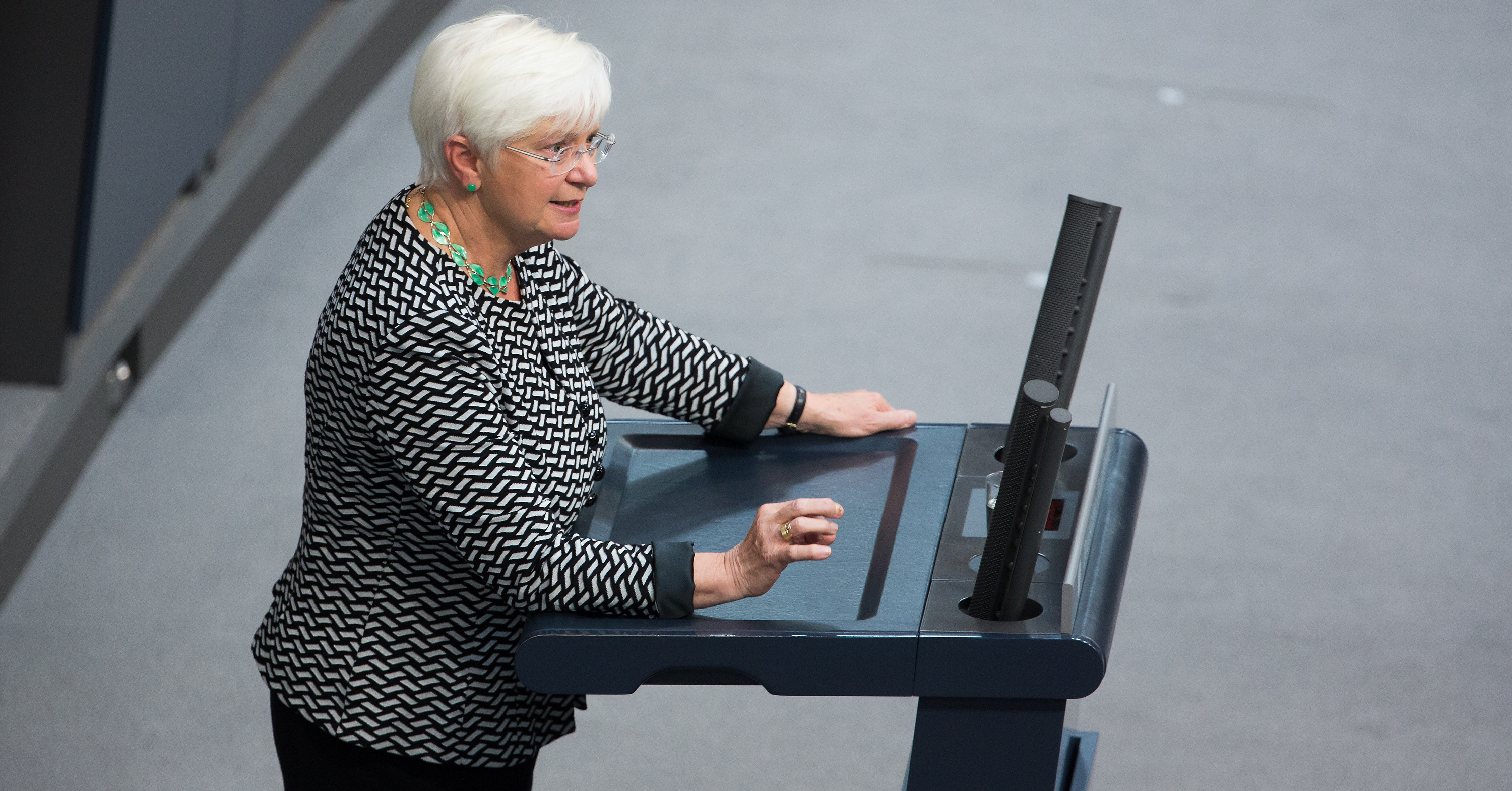
Gerda Hasselfeldt im Deutschen Bundestag, 2014

Hasselfeldt gehörte von 1978 bis 1989 dem Kreistag des Landkreises Regen an, von 1996 bis 2004 dem Kreistag des Landkreises Fürstenfeldbruck.
Sie rückte am 24. März 1987 für den ausgeschiedenen Abgeordneten Franz Josef Strauß in den Bundestag nach und war bis 2017 Mitglied des Deutschen Bundestages. Hier war sie von 1998 bis 2002 Vorsitzende der Arbeitsgruppe Finanzen und finanzpolitische Sprecherin der CDU/CSU-Bundestagsfraktion. Von 2002 bis 2005 war Hasselfeldt schließlich stellvertretende Vorsitzende der CDU/CSU-Fraktion für die Bereiche Verbraucherschutz, Ernährung und Landwirtschaft, Kommunalpolitik und Tourismus.
Am 18. Oktober 2005 wurde sie zur Vizepräsidentin des Deutschen Bundestages gewählt.

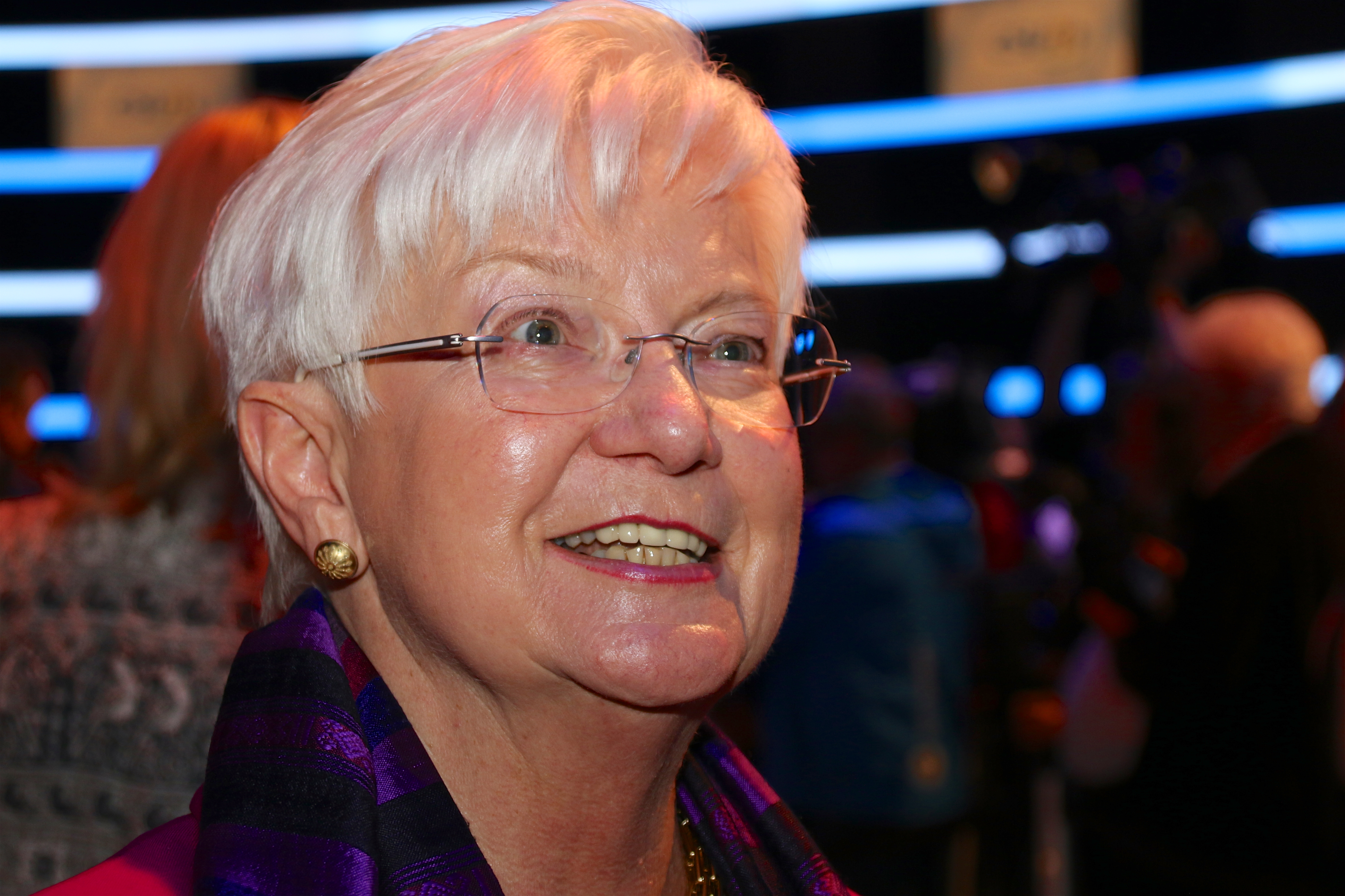
Gerda Hasselfeldt auf dem CSU-Parteitag im November 2015

Hasselfeldt zog 1987 über die Landesliste Bayern, danach stets als direkt gewählte Abgeordnete des Wahlkreises Fürstenfeldbruck in den Bundestag ein. Bei der Bundestagswahl 2005 erreichte sie hier 55,5 %, 2009 48,9 % und bei der Bundestagswahl 2013 55,6 % der Erststimmen.
In Nachfolge des zum Innenminister ernannten Hans-Peter Friedrich wurde sie am 14. März 2011 als erste Frau zur Vorsitzenden der CSU-Landesgruppe im Bundestag gewählt. Am 13. April 2013 wurde sie schließlich als erste Frau zur Spitzenkandidatin der CSU für eine Bundestagswahl gewählt und führte die CSU damit in den Bundestagswahlkampf 2013.
Bei der Bundestagswahl 2017 kandidierte sie nicht erneut für den Bundestag.

## Öffentliche Ämter

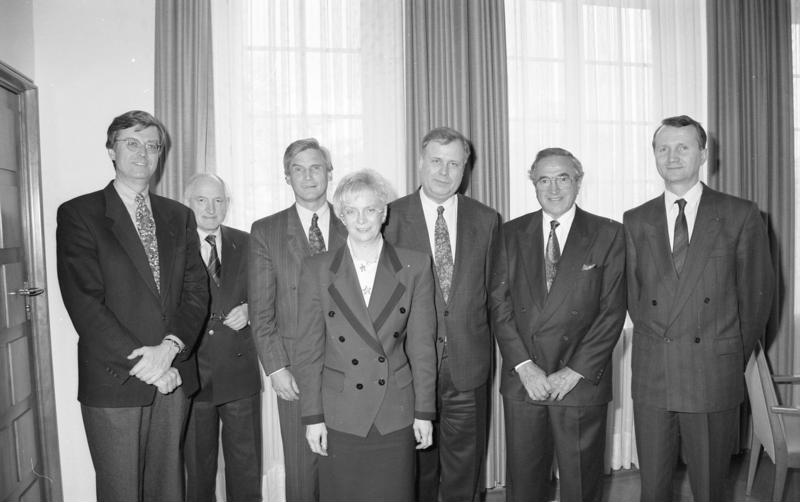
Bundesgesundheitsministerin Gerda Hasselfeldt (Mitte) mit Vertretern des Bundesverbandes Pharmazie, Bonn 1991

Anlässlich einer Kabinettsumbildung wurde Hasselfeldt am 21. April 1989 als Bundesministerin für Raumordnung, Bauwesen und Städtebau in die von Bundeskanzler Helmut Kohl geführte Bundesregierung berufen. Nach der Bundestagswahl 1990 forderte die erstarkte FDP dieses Ressort für Irmgard Schwaetzer ein. Hasselfeldt wurde daraufhin am 18. Januar 1991 zur Bundesministerin für Gesundheit ernannt. Am 5. Mai 1992 trat sie von diesem Amt wieder zurück. Als Gründe wurden Auseinandersetzungen mit Kanzler Kohl und der Vorwurf, ihr wichtigster Ratgeber, Ministerialrat Reinhard Hoppe, arbeite als Agent für den polnischen Geheimdienst, genannt.
Seit September 2021 ist Hasselfeldt stellvertretende Kuratoriums-Vorsitzende der Bundeskanzler-Helmut-Kohl-Stiftung.
Am 1. Dezember 2017 wurde sie durch die DRK-Bundesversammlung zur Präsidentin des Deutschen Roten Kreuzes gewählt. Von 2019 bis 2021 war sie Präsidentin der Bundesarbeitsgemeinschaft der Freien Wohlfahrtspflege. Am 5. Juli 2024 wurde sie zusätzlich zur Vorsitzenden des ZDF-Fernsehrates gewählt.

## Politische Positionen
Hasselfeldt erklärte Anfang 2013, sie halte Vorratsdatenspeicherung weiterhin für „unabdingbar“, um der „Kriminalität im Internet“ zu begegnen.
Kurz nach Einführung des gesetzlichen Mindestlohns kritisierte Hasselfeldt angeblich damit zusammenhängende „bürokratische Belastungen“. So positionierte sie sich gegen die obligatorische Aufzeichnung von Arbeitszeiten, für die Ausweitung von Ausnahmeregelungen und für eine Einschränkung der Auftraggeberhaftung, wenn Teile eines Auftrags an Subunternehmer übertragen werden.
Hasselfeldt ist kritisch gegenüber einer Frauenquote, da diese sehr bürokratisch und eine „Einschränkung der Entscheidungsmöglichkeiten der Unternehmen“ sei.
Während der Flüchtlingskrise in Deutschland 2015/2016 agierte Hasselfeldt als Vermittlerin zwischen Kanzlerin Angela Merkel und CSU-Chef Horst Seehofer.
Sie sprach sich Ende 2021 für eine allgemeine Impfpflicht gegen COVID-19 aus.

## Ehrungen
- 2001: Bayerischer Verdienstorden[27]
- 2011: Bayerische Verfassungsmedaille in Gold[28]
- 2023: Großes Bundesverdienstkreuz mit Stern und Schulterband[29]